# 安集海镇
安集海镇，是中华人民共和国新疆维吾尔自治区塔城地区沙湾市下辖的一个乡镇级行政单位。

## 行政区划
安集海镇下辖以下地区：
农庄村、新渠村、三旗村、四旗村、安家庄村、头渠村、古道村、夹河子村、西沟村、阔克吉迭村、梧桐树村、套叶铁格村、肃州户村、葡萄园子村、安集海村、马家庄村、榆树沟村、古家沟村、营盘村、王家渠村、元兴宫村、红土庄子村和南戈壁村。